# Barry Sonshine
Barry Sonshine (* 1. Februar 1948 in Toronto, Ontario; † 13. Dezember 2020) war ein kanadischer Vielseitigkeitsreiter.

## Karriere
Barry Sonshine nahm an den Olympischen Sommerspielen 1968 in Mexiko-Stadt teil. Mit seinem Pferd Durlas Eile belegte er im Vielseitigkeits-Einzel den 33. Platz und im Mannschaftswettbewerb wurde er mit dem kanadischen Team Achter.